# Внеконфессиональное христианство
Внеконфессиональное христианство состоит из церквей, которые обычно дистанцируются от конфессионализма или вероисповедания других христианских общин, формально не присоединяясь к определённой христианской конфессии. Многие внеконфессиональные церкви имеют конгрегационалистскую систему устройства, которое самоуправляется без высшей церковной власти.
Внеконфессиональное христианство впервые возникло в XVIII веке благодаря Движению Реставрации Стоуна-Кэмпбелла, последователи которого организовывались просто как «христиане» и «ученики Христа».
Часто собираясь в свободные ассоциации, такие как Церкви Христа, или в других случаях, основанные отдельными пасторами, они мало связаны с историческими деноминациями, но многие обычно придерживаются евангельского христианства. Большинство внеконфессиональных христиан в Соединённых Штатах относятся к протестантизму.

## История

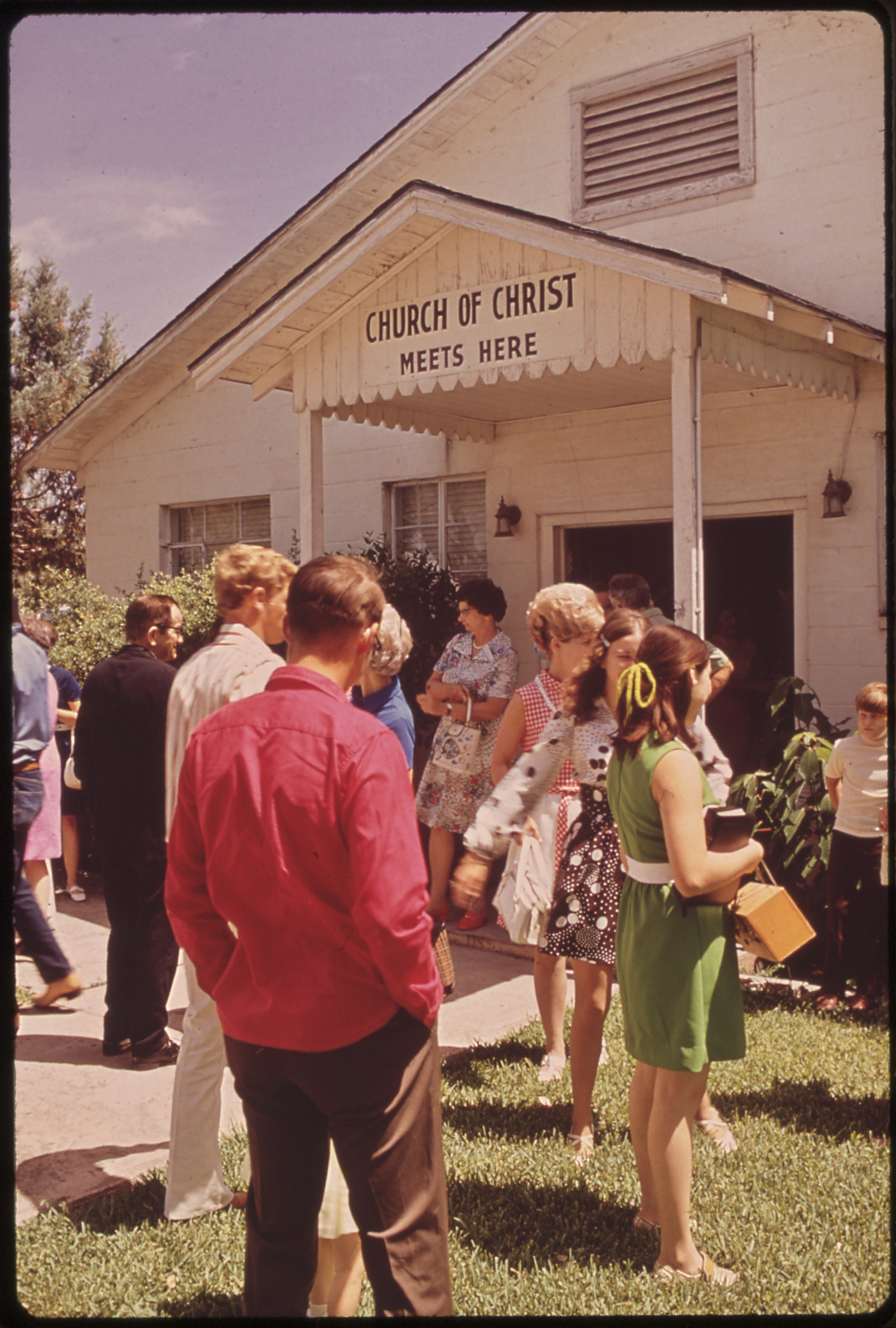
Христиане собираются в внеконфессиональном собрании церквей Христа в Техасе, 1972 г.

Независимые внеконфессиональные церкви продолжали появляться в Соединённых Штатах в течение XX века.
Внеконфессиональные и межденоминационные миссионерские организации, особенно религиозные миссии, выросли во второй половине XIX века, начиная с Американского христианского миссионерского общества (зарегистрировано в США в 1849 г.), Женского объединённого миссионерского общества (зарегистрировано в США в 1861 г.) и Китайская внутренняя миссия (зарегистрирована в Великобритании в 1865 г.). Основанные позже миссионерские группы США включали Христианско-миссионерский альянс (1887 г.), Миссию евангельского альянса (1890 г.), Внутреннюю миссию Судана (1893 г.) и Внутреннюю миссию Африки (1895 г.).
Внеконфессиональные общины переживали значительный и непрерывный рост в XXI веке, особенно в Соединённых Штатах. Если объединить в единую группу, внеконфессиональные церкви в совокупности представляли собой третью по величине христианскую группу в Соединённых Штатах в 2010 году после Римско-католической церкви и Южной баптистской конвенции.
В Азии, особенно в Сингапуре и Малайзии, таких церквей с 1990-х годов тоже немало.

## Характеристики

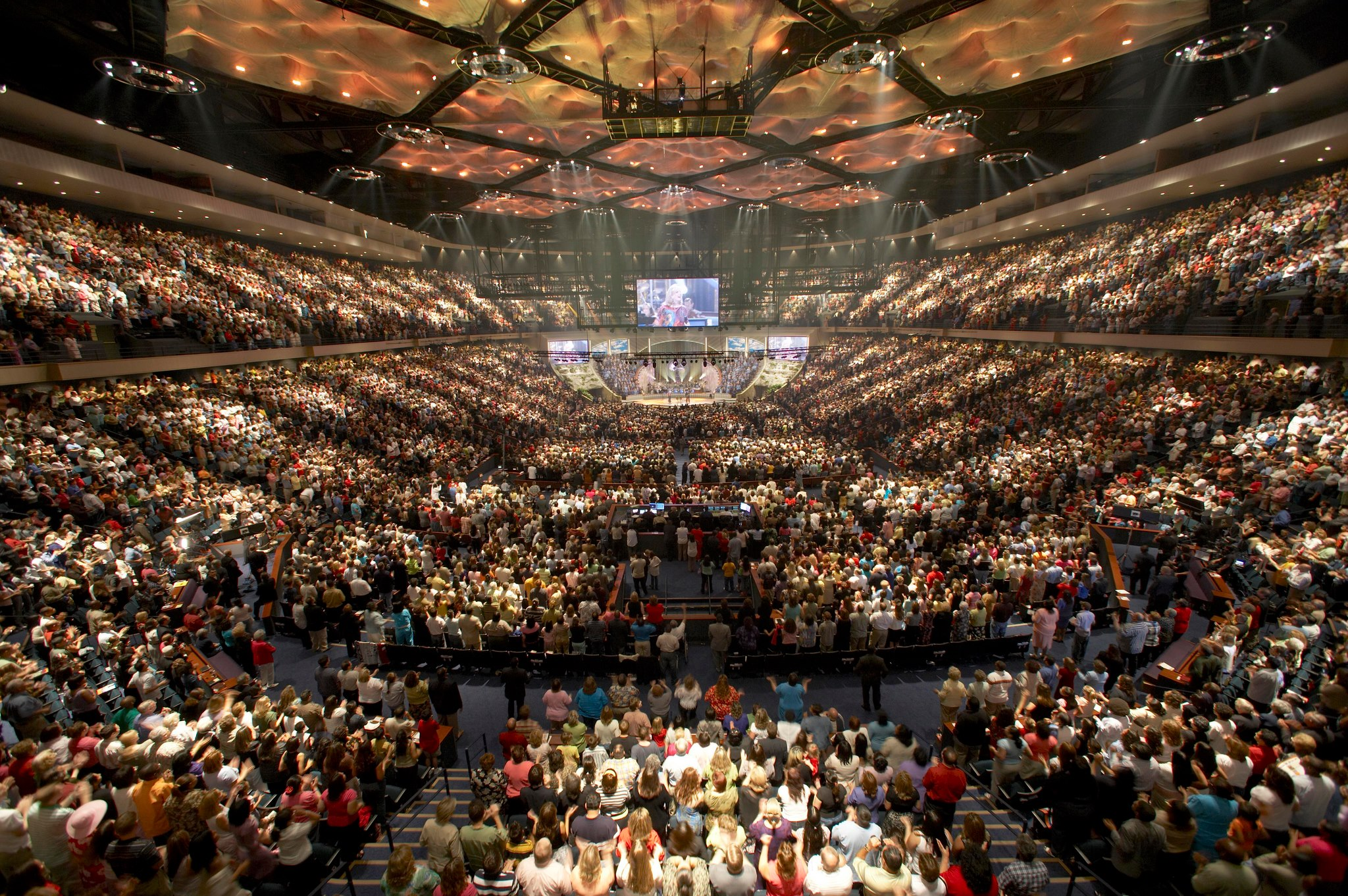
Богослужение в церкви Лейквуд, внеконфессиональной мегацеркви в Хьюстоне, США, 2013 г.

Внеконфессиональные церкви не аффилированы с конкретным деноминациями евангельского движения ни по принципу своего основания, ни по причине отделения от своей деноминации возникая в какой-то момент своей истории. Как и деноминационные общины, неденоминационные общины различаются по размеру, богослужению и другим характеристикам. Несмотря на независимость, многие внеконфессиональные общины предпочитают присоединяться к более широкой сети общин, таких как IFCA International (ранее Независимые фундаментальные церкви Америки).
Внеконфессиональные церкви скорее часть евангельского движения, даже несмотря на то, что они автономны и не имеют других официальных ярлыков, таких как Церковь Хайлендс и Общинная церковь Уиллоу-Крик.
Движение особенно заметно в мегацерквях.
Неохаризматические церкви часто используют термин «неденоминационные» для самоопределения.

## Критика
Религиовед из Бостонского университета Стивен Протеро утверждает, что внеконфессионализм скрывает фундаментальные теологические и духовные проблемы, которые изначально привели к разделению христианства на деноминации, с налётом «христианского единства». Он утверждает, что внеконфессионализм способствует скатыванию христианства — да и всех религий — к удобному «общему морализму» вместо сосредоточения внимания на сложностях культуры и духовности прихожан. Протеро также утверждает, что это также поощряет незнание Священного Писания, снижая общую религиозную грамотность и увеличивая вероятность межрелигиозных недоразумений и конфликтов.
Баптистский экуменический богослов Стивен Р. Хармон утверждает, что «на самом деле не существует такой вещи» как внеконфессиональная церковь, потому что «как только предположительно внеконфессиональная церковь принимает решения о том, что происходит в богослужении, кого и как они будут крестить, как и с каким пониманием они будут практиковать святое причастие, чему они будут учить, кто будут их служителями и как они будут устроены, или как они относятся к этим церквям, эти решения помещают церковь в ряд деноминационной традиции». Хармон утверждает, что делу христианского единства лучше всего служат конфессиональные традиции, поскольку каждая «имеет историческую связь с кафоличностью церкви … и мы увеличиваем единство, когда деноминации разделяют свои отличительные модели кафоличности друг с другом».
Пресвитерианский догматический теолог Эми Плантинга Пау пишет, что протестантские внеконфессиональные общины «часто, похоже, не осознают своих связей с более крупными церковными традициями и что многим им обязаны», и утверждает, что «на данный момент эти внеконфессиональные церкви живут за счёт богословского капитала более устоявшихся христианских общин, в том числе конфессионального протестантизма». Пау считает деноминационность «объединяющей и сохраняющей силой в христианстве, питающей и продвигающей отличительные богословские традиции» (например, уэслианство, поддерживаемое методистскими конфессиями).
В 2011 году американский профессор-евангелист Эд Стецер назвал индивидуализм причиной увеличения числа евангельских церквей, заявляющих, что они представляют внеконфессиональное христианство.
Православные богословы критикуют учение о единстве христианских конфессий, несмотря на глубокую несовместимость их вероучения и отсутствие единой Евхаристии, как форму самообмана, а стремление мыслить себя вне деноминационных рамок - как отчаянное, но логическое завершение воспринятой протестантизмом концепции невидимой Церкви и деления на "бесчисленные толки".
Православные, по слову  А.С. Хомякова, исповедуют, что Библия учит о существовании единой, "ни в какое время не примущей лжи в свои недра" Церкви и множества разномыслящих ересей, а поиск духовного единства с общинами, возникшими после шестнадцатого века как антикатолическое движение, сознательно разрывающее с предшествующей традицией вместо взыскания "столпа и утверждения истины", невозможен без богословского переосмысления ими своего учения о Церкви, необходимости вероучительного согласия в ней, об апостольском преемстве и Евхаристии.